# Fritz Herrmann (Publizist)
Fritz Herrmann (* 30. November 1922 in Wien; † 9. November 2003 in Neckenmarkt im Burgenland) war ein österreichischer Journalist, Publizist, sozialdemokratischer Kulturtheoretiker, -Politiker und -Praktiker mit anarchoider Neigung sowie Hörspiel- und Bühnendichter.

## Leben
Herrmann war der Sohn eines Brigittenauer Eisendrehers. Nach der Matura in Wien studierte er zwei Semester Elektrotechnik an der Technischen Hochschule Wien, weswegen ihn die deutsche Wehrmacht zu den Funkern einzog, mit Stationierung in Italien (auf Lampedusa und in Catania, Sizilien). Nach dem Krieg studierte Herrmann Germanistik und wurde 1950 mit einer Dissertation über Jura Soyfer zum Dr. phil. der Universität Wien promoviert.
Gemeinsam mit seiner Frau Edith Herrmann gründete er die einzige linke Boulevardzeitung Österreichs nach dem Zweiten Weltkrieg, das „Favoritner Wochenblatt“, erstmals erschienen am 1. Jänner 1957. Das eng begrenzte Bezirksblatt erreichte bei damals 120.000 Einwohnern binnen 34 Wochen eine verkaufte Auflage von 25.000 Exemplaren, erweiterte sein Verbreitungsgebiet nach und nach durch 16 mutierte Ausgaben („Donaustädter Wochenblatt“, „Leopoldstädter...“, „Ottakringer...“, „Hernalser...“ usw.) auf den Großteil Wiens und nannte sich ab 1960 „Wiener Wochenblatt“. Noch im selben Jahr wurde die Zeitung von Fritz Molden gekauft, Fritz Herrmann blieb bis 1968 Chefredakteur, Edith Herrmann bis 1978 Verlagsleiterin.
1970 holte der Bundesminister Leopold Gratz Fritz Herrmann als Berater ins Bundesministerium für Unterricht und Kunst, wo er ein Kulturkonzept entwickelte, das die bildungsbürgerliche Trennung von Kultur und Ökonomie aufheben sollte, um eine sozialistische Kultur als „prinzipiell neue Möglichkeit des menschlichen Existierens“ in einer „Gesellschaftsform jenseits kapitalistischer Zwangs- und Herrschaftsverhältnisse“ zu etablieren: „Sozialist sein heißt eine neue Kultur suchen“. Tatsächlich etablierte er ein neues Modell der Film- und Kleintheater-Förderung, das nicht-kommerzielle Filmprojekte und freie Theatergruppen stützte und noch ins 21. Jahrhundert hineinwirkte.
Mit Gratz’ Nachfolger ab 1971 als Minister, dem späteren Bundeskanzler Fred Sinowatz, verstand sich Herrmann zunächst sehr gut, bis er die konzeptwidrig unverändert großzügige Förderung der hochkulturellen Einrichtungen (Bundestheater mit Staatsoper, Burgtheater etc.; Salzburger Festspiele, Salzburger Osterfestspiele etc.) und Vernachlässigung der Graswurzel-Kultur nicht mehr ertrug. Mit der Veröffentlichung von 37 Schnaderhüpfeln Trara Trara, die Hochkultur! dokumentierte Herrmann seine Missbilligung des Förderprimats der Hochkultur und zeigte damit die Zerrüttung des wechselseitigen Vertrauensverhältnisses zwischen ihm und dem Minister. Als Herbert von Karajan wegen der Stanze Nr. 15 erklärte, nie wieder in Wien dirigieren, ja Wien nie wieder betreten zu wollen, und Minister Sinowatz zu dem Dirigenten nach Salzburg fuhr, um sich für die Ungehörigkeit seines Mitarbeiters zu entschuldigen, war die Zusammenarbeit beendet.
Herrmann, der ab 1982 auch Redaktions-, ab 1986 Herausgeber-Beirat des FORVM war, zog sich als „Teichwirt“ auf sein burgenländisches Landgut Samersdorf zurück und widmete sich fortan dem Schreiben sowie seinen Enkelkindern und Karpfenteichen.

## Werke
- Jura Soyfer. Die Anfänge eines volksverbundenen österreichischen Dichters. Dissertation, Universität Wien, 1949.
- Jura Soyfer. Eine politische Einschätzung. In: „Exil“. Forschung, Erkenntnisse, Ergebnisse. Wien 1985, Nr. 1, S. 5–21.

### Fernsehspiele
- Die stummen Affen (Tragikomödie 1969),
- Bakunins Sterbetag – Ein anarchistisches Traktat (ORF 1976, Regie Franz Nowotny)

### Hörspiele
- Die Evolution der Vögel (Ö1 1990)
- Die Erhebung einer Prostituierten in den Sternenhimmel (1991, Wiederholung 1994)
- Talpa oder Da unten ist´s gar fürchterlich. Dauer: 48 Minuten 32 Sekunden. Regie: Georg Herrnstadt und Thomas Thieme (ORF 1992).
- Todesstrafe untertänigst. Des geheimen Hof- & Kriegsrates Johann Wolfgang Goethens gar nicht so geheimes Berufsleben. Dauer: 49 Minuten 32 Sekunden. Komposition: Georg Herrnstadt, Regie: Georg Herrnstadt und Markus Boysen (ORF 1995).

### Theaterstücke
- Bakunin. Tragikomödie in drei Akten. 1993, ISBN 3-900434-44-1. Alle in: Edition Wilde Mischung, Monte Verita, Wien.
- Hundsguerilla. Zwei-Mann-Komödie. 1996, ISBN 3-900434-61-1.
- Radetzky. Ein Heldenstück. 1999, ISBN 3-900434-63-8.
- Karl-Marx-Hof. Szenen vom Untergang der Sozialdemokratie. 2001, ISBN 3-900434-69-7.
- Ulrike. Szenen für einen männlichen Darsteller. 2002, ISBN 3-900434-71-9.